# Rough and Ready
Rough and Ready es el tercer álbum de estudio de la agrupación británica The Jeff Beck Group, publicado por Epic Records en 1971. Participaron en su grabación el guitarrista Jeff Beck, el cantante Bobby Tench, el tecladista Max Middleton, el bajista Clive Chaman y el baterista Cozy Powell.

## Lista de canciones
| Lado A |                   |          |  |
| N.º    | Título            | Duración |  |
| 1.     | «Got the Feeling» | 4:46     |  |
| 2.     | «Situation»       | 5:26     |  |
| 3.     | «Short Business»  | 2:34     |  |
| 4.     | «Max's Tune»      | 8:24     |  |

| Lado B |                          |          |  |
| N.º    | Título                   | Duración |  |
| 5.     | «I've Been Used»         | 3:40     |  |
| 6.     | «New Ways / Train Train» | 5:52     |  |
| 7.     | «Jody»                   | 6:06     |  |

## Créditos
- Jeff Beck – guitarra
- Bobby Tench – voz y guitarra
- Max Middleton – teclados
- Clive Chaman – bajo
- Cozy Powell – batería y percusión